# Gårslev
Gårslev er en lille by i Sydjylland med 1.252 indbyggere  (2025), beliggende i Gårslev Sogn mellem Vejle og Fredericia. Gårslev ligger i Vejle Kommune og tilhører Region Syddanmark.
I byen ligger Gårslev Kirke, Gårslev Hallen - herunder Gårslev Fitness, Møllehuset Vuggestue og Børnehave,  samt Gårslev Skole.
Desuden er der Gårslev Brugsforening fra 1890. 